# 'Necromania': A Tale of Weird Love!
 'Necromania': A Tale of Weird Love! è un film pornografico diretto da Ed Wood.

## Produzione e riscoperta
Ed Wood produsse, scrisse, e diresse il film sotto lo pseudonimo "Don Miller". Il titolo sembra suggerire che la pellicola sia incentrata sulla necrofilia, ma in realtà è maggiormente presente un'ossessione maniacale per la morte in quanto tale. Il film è basato sul romanzo The Only House (1970), anch'esso opera di Wood.
'Necromania': A Tale of Weird Love venne realizzato con un budget di 7,000 dollari. Secondo Charles Anderson, un collaboratore di Wood, il regista stesso interpretò un ruolo nel film. Anderson crede di ricordare che fosse il personaggio di un mago o di un dottore malvagio. Tuttavia, nessun ruolo di questo tipo appare nella versione finale del film.
Il film si situa nel filone dei primi hardcore. Pionieri di questo nuovo sottogenere furono film quali Mona the Virgin Nymph (1970) di Howard Ziehm e Sex USA (1970) di Gerard Damiano, anche se il porno salì alle ribalta mainstream solo grazie a La vera gola profonda nel 1972.
Ritenuto perduto per anni, il film di Wood ricomparve alla fine degli anni ottanta, quando venne rieditato dalla Something Weird Video di Mike Vraney. Nel 2005 è stato distribuito in DVD dalla Fleshbot Films. I titoli di testa recitano: "Prodotto & diretto da Don Miller. Il nostro cast ha espresso la volontà di restare anonimo". Circa il ritrovamento della pellicola, la rivista di cinema Cult Movies (numero 36) diede alle stampe un dettagliato articolo. L'articolo è scritto da Rudolph Grey, autore della biografia di Wood, Nightmare of Ecstasy.